# مبنى

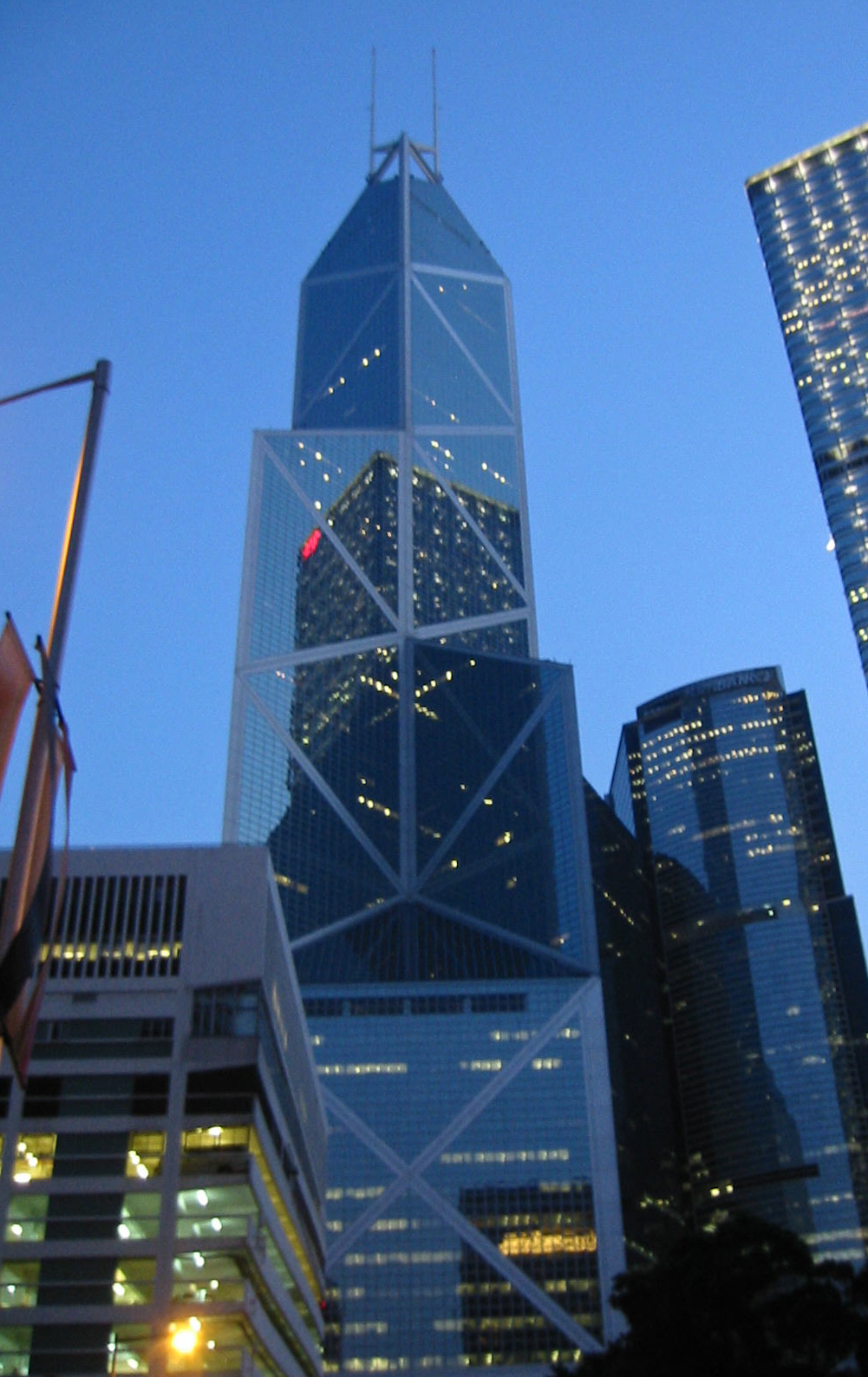
برج (ناطحة سحاب) بنك الصين (شاينا تاور) في هونغ كونغ.

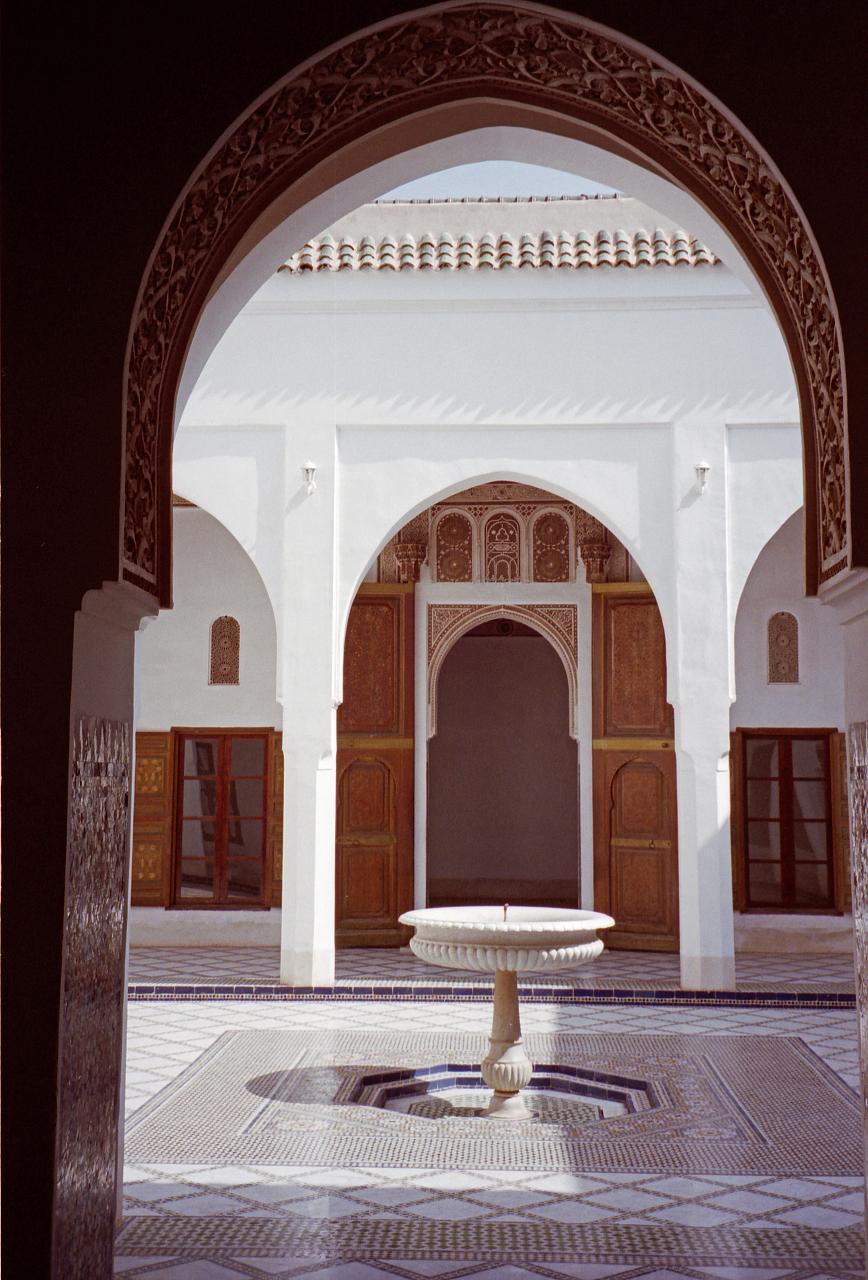
فناء مغربي.

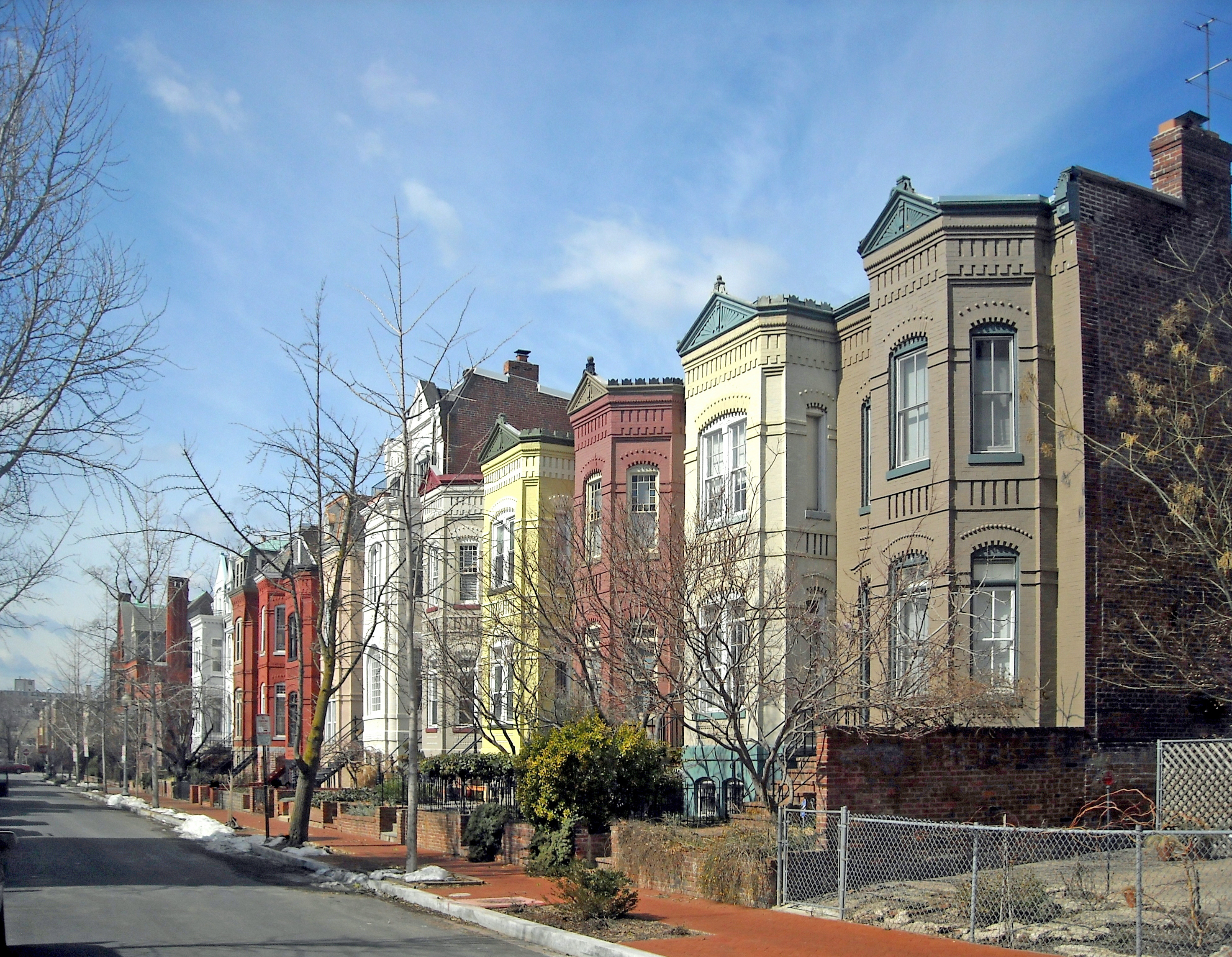
مباني سكنية.

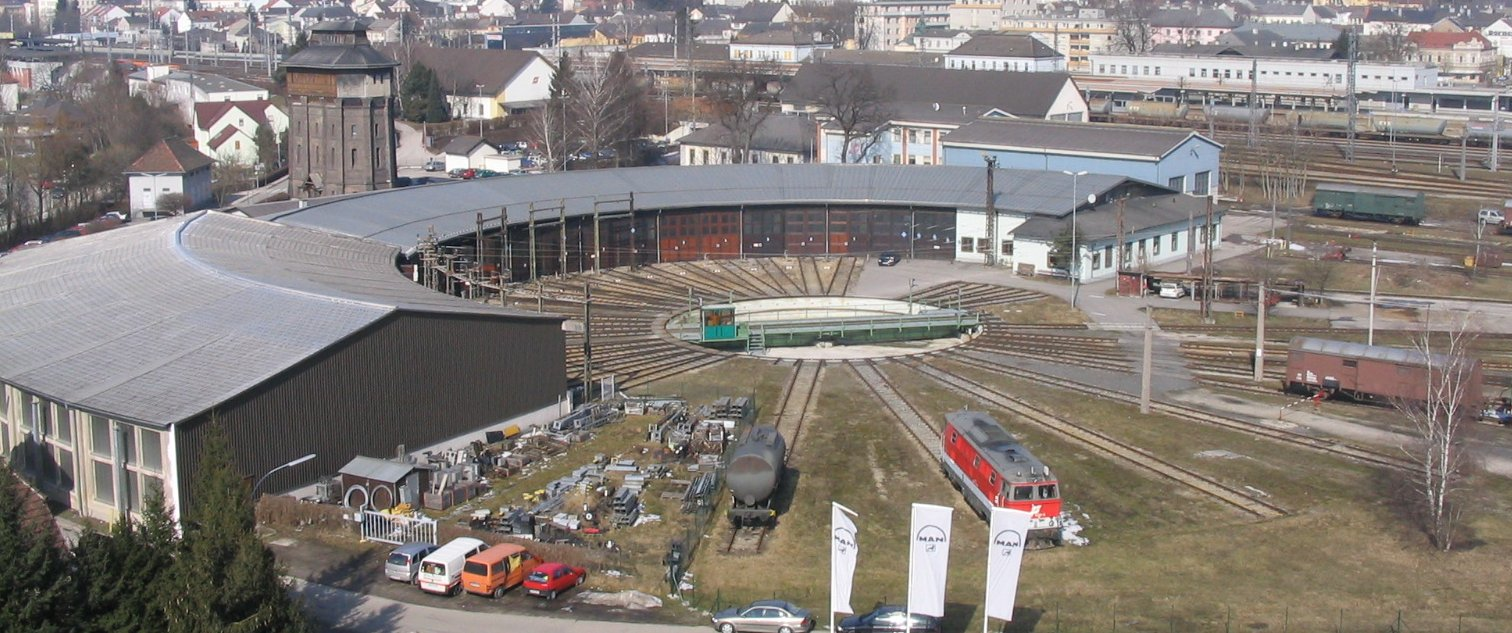
حظيرة قاطرات.

المبنى أو البناء هو كل ما يشمل موقعاً للبناء، مثل منزل، مسجد، كنيسة، فندق، حظيرة، أو أبنية مماثلة صنعت خصيصاً كمأوى لأيّ شكل من النشاط الإنساني.
إن خسر المبنى أيّ من عناصره الإنشائية الأساسيّة، عادة ما يعد «أطلال» ويصنّف كموقع مفتوح فقط.
يستخدم «المبنى» للسكن أو العمل أو لإدارات رسمية أو متاحف وجوامع وكنائس، ويمكن أن يكون حظيرة كمأوى للحيوانات أو مخزنا لمختلف البضائع والحاجيات، وهو يكون ذو سقف على الأغلب.
ومن الناحية الاقتصادية يعد موقع البناء أساس العمل التجاري، وهو أحد الموجودات الثابتة للمشروع الاقتصادي.

## أمثلة لمباني
دور العبادة، قاعة اجتماع، مخزن، محطة قطار، مرآب، منزل، مكتبة، بناية المطحنة، بناية المكاتب، مكتب بريد، بناية إدارية، مدرسة، قاعة مدينة صغيرة أو قاعة المدينة، محكمة، مطبخ منفصل أو ملحق، عنبر، حظيرة أو سكن طلبة، حصن، أو سجن.

## أنواع المباني
للمباني أنواع عديدة، ويمكن تقسيمها حسب مواد البناء أو تصميم البناء أو وظيفته:

### تصنيف حسب مواد البناء
مثل:
- البناء بالخرسانة المسلحة، تكوين حجرات، هيكل بالقوائم، هيكل بالحديد والزجاج،
- البناء بالطوب، أو الطمي، أو بناء خشبي.

### تصنيف حسب الوظيفة

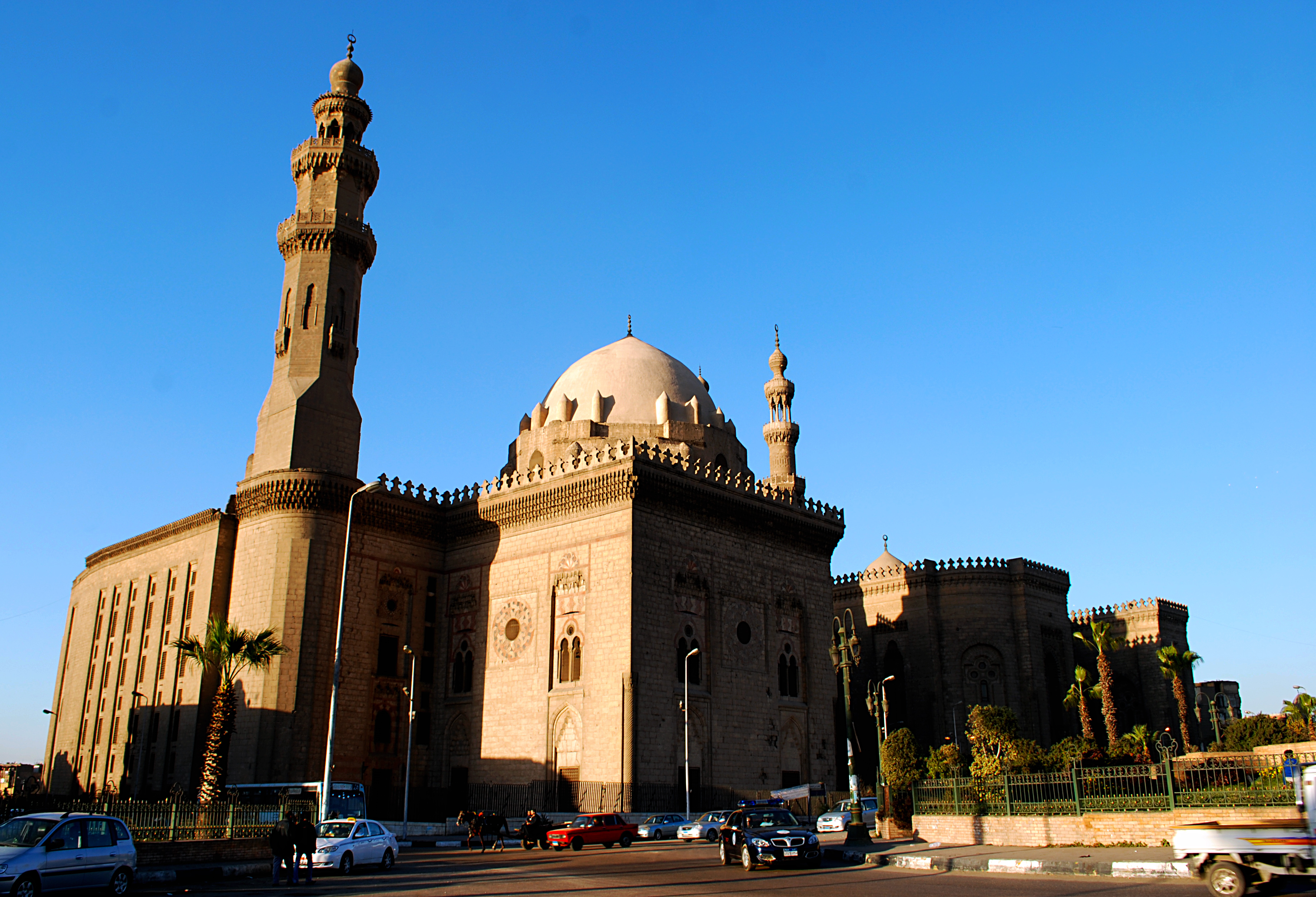
مسجد ومدرسة السلطان حسن، بمصر.

بصفة عامة لا يوجد تصنيف موحد للمباني، ولكن تصنيف على أساس الوظيفة يمكن أن يتضمن التالي:
السكن
للسكن ومكاتب.
العمل
مبنى مكاتب، أو محلات، أو ورشة، أو مصنع
مخزن أو محل تعبئة
مبنى للحياة الاجتماعية
بيت العمدة أو إدارة حكومية، أو محكمة
مدارس ومعاهد أو جامعة أو مراكز بحوث
مباني للرعاية الصحية
مستشفى  ، دار نقاهة، ملجأ أطفال، أو مستوصف صحي، أو مختبر تحليلات أو مصنع أدوية
وظيفة ثقافية
قاعات اجتماعات، قاعات معارض، متاحف، مكتبات، دار موسيقي، مسرح، مبنى أوبرا، مبنى جمعية أهلية
مباني رياضية
لمزاولة نشاط رياضي، صالات ألعاب، حمام سباحة
مباني دينية
مثل الجامع والكنيسة أو معبد
للمواصلات
محطة سكة حديد، أو محطة ركوب الحافلات، أو مبنى خاص للاستقبال، أو موقف سيارات (جراج) أو موقف دراجات
وظائف حربية
هناجر للطائرات، ورش دبابات، تحصينات، مخابيء، مخازن أسلحة.

### تصنيف حسب التصميم

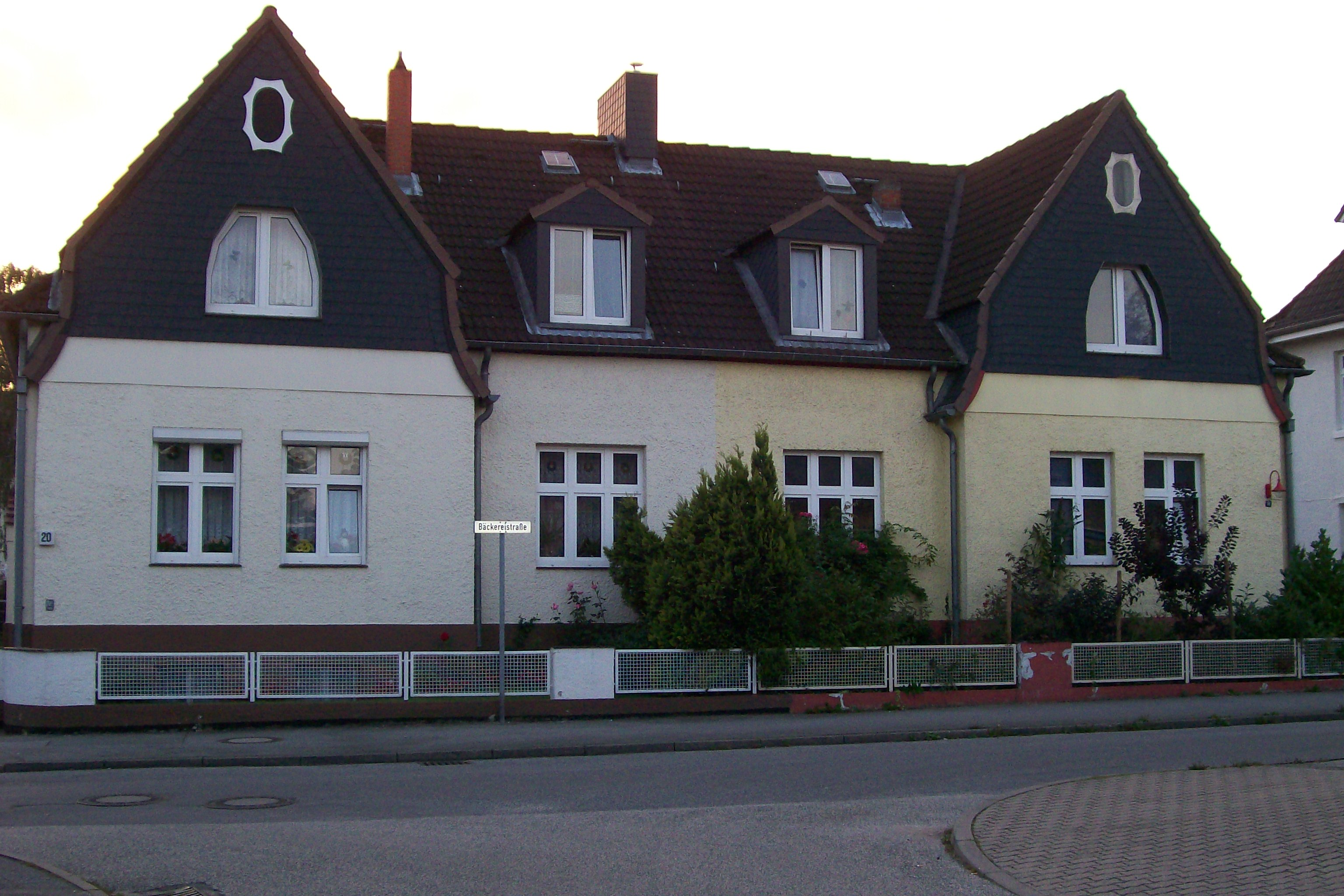
بيت مزدوج تناظري.

توجد بيوت منفردة، كما توجد العمارات الكبيرة ذات الشقق، كما توجد في إيطاليا مثلا فيلات وقصور كما تكثر في العالم الغربي البيوت الثنائية (أنظر الصورة).

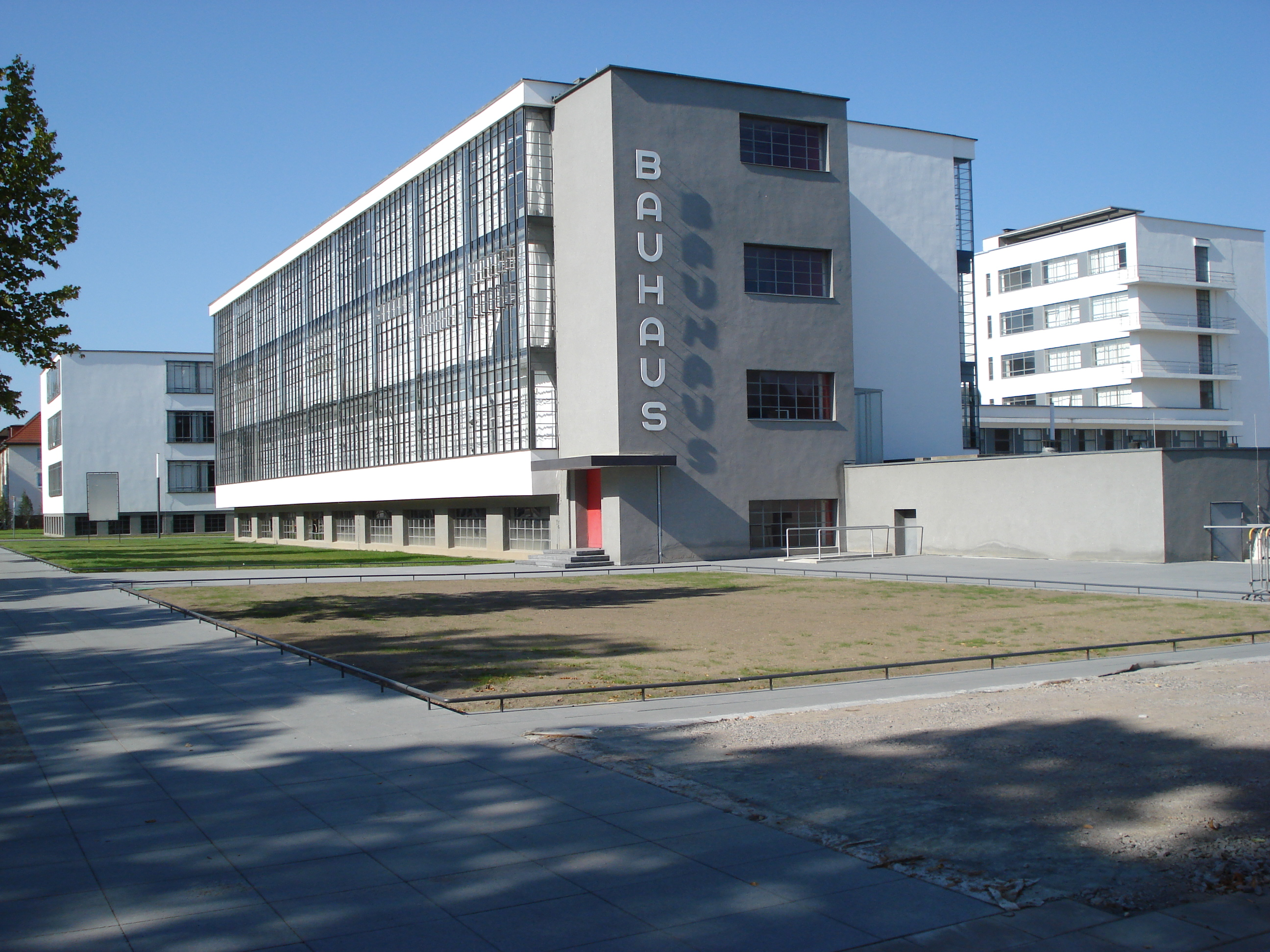
تصميم باوهاوس Bauhaus

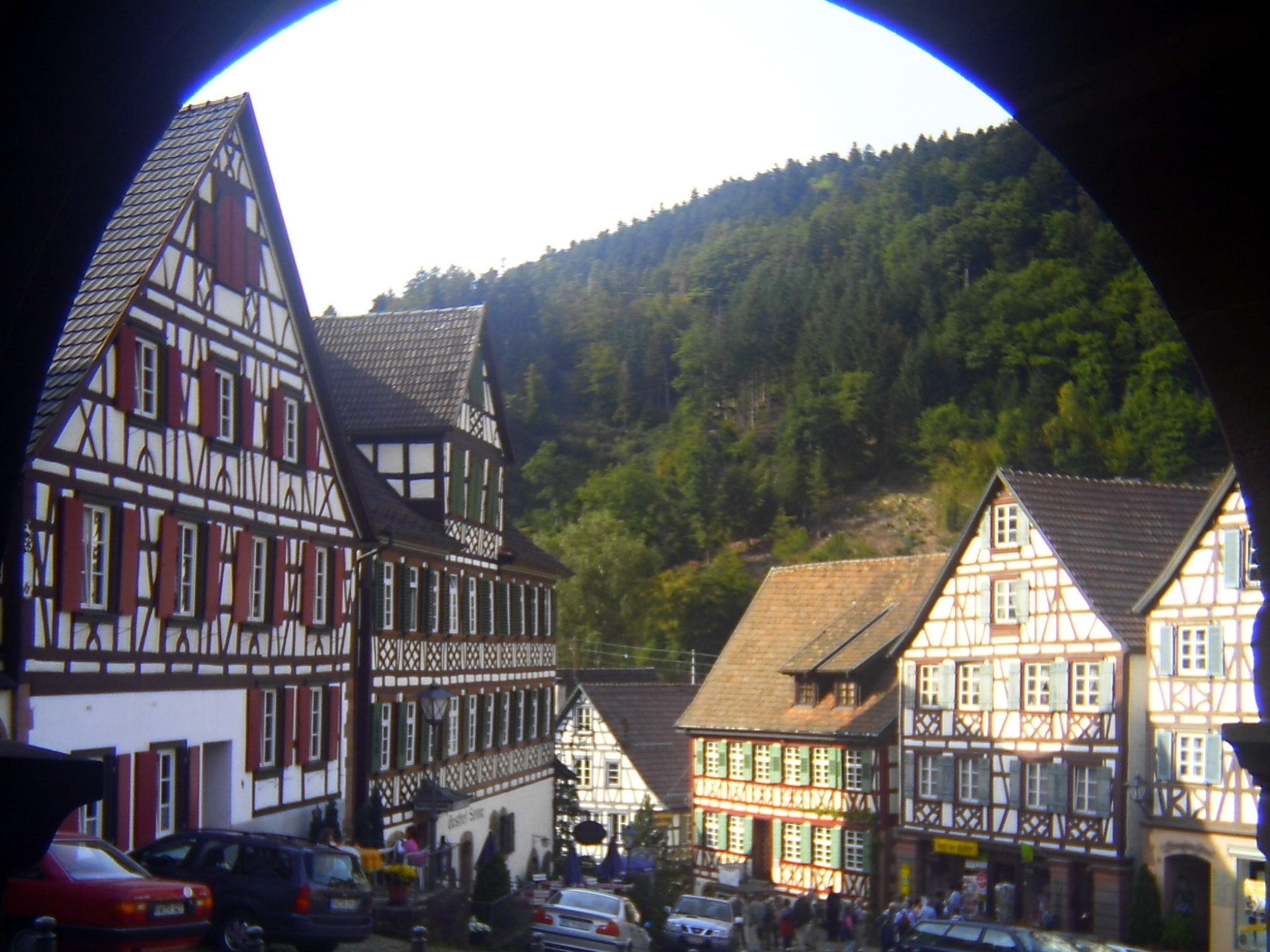
ميدان شيلتاخ في الغابة السوداء في ألمانيا؛ وفيه تصميم «فاخفيركهاوس».

ابتكر في ألمانيا تصميم يسمى باوهاوس في السنوات 1926/1925، واشتهر هذا التصميم في مختلف البلاد.
كما تشتهر ألمانيا بما فيها من تصميم للبيوت تسمى «فاخفيركهاوس»، وهو تصميم من العصور الوسطى داوم عليه الفلاحون في ألمانيا حتى الآن؛ كما تعتز بعض المدن الألمانية بأن توجد فيها من تلك المباني القديمة، ولكنها مجددة وتعتبر من التراث. تجدها مبينية بالأخشاب وقوالب الطوب الأحمر، وذات سقف في شكل حرف V المقلوب (أنظر الصورة).

### تصنيف حسب تعليمات قانونية
- تخضع المباني إلى تعليمات قانونية في البناء، مثل المباني العامة، والمباني الخاصة، ومباني الفلاحين وما يجاورها، والمطابخ، والورش، وحسب كبر أو حجم المبنى، وغيرها.
- تصنف المباني أيضا من قبل شركات التأمين لتقدير ما يقوم بدفعه المالك من قسط تأمين، وهذا ينطبق أيضا على البنيات الملحقة والجراجات.

### تصنيف حسب استهلاك الطاقة

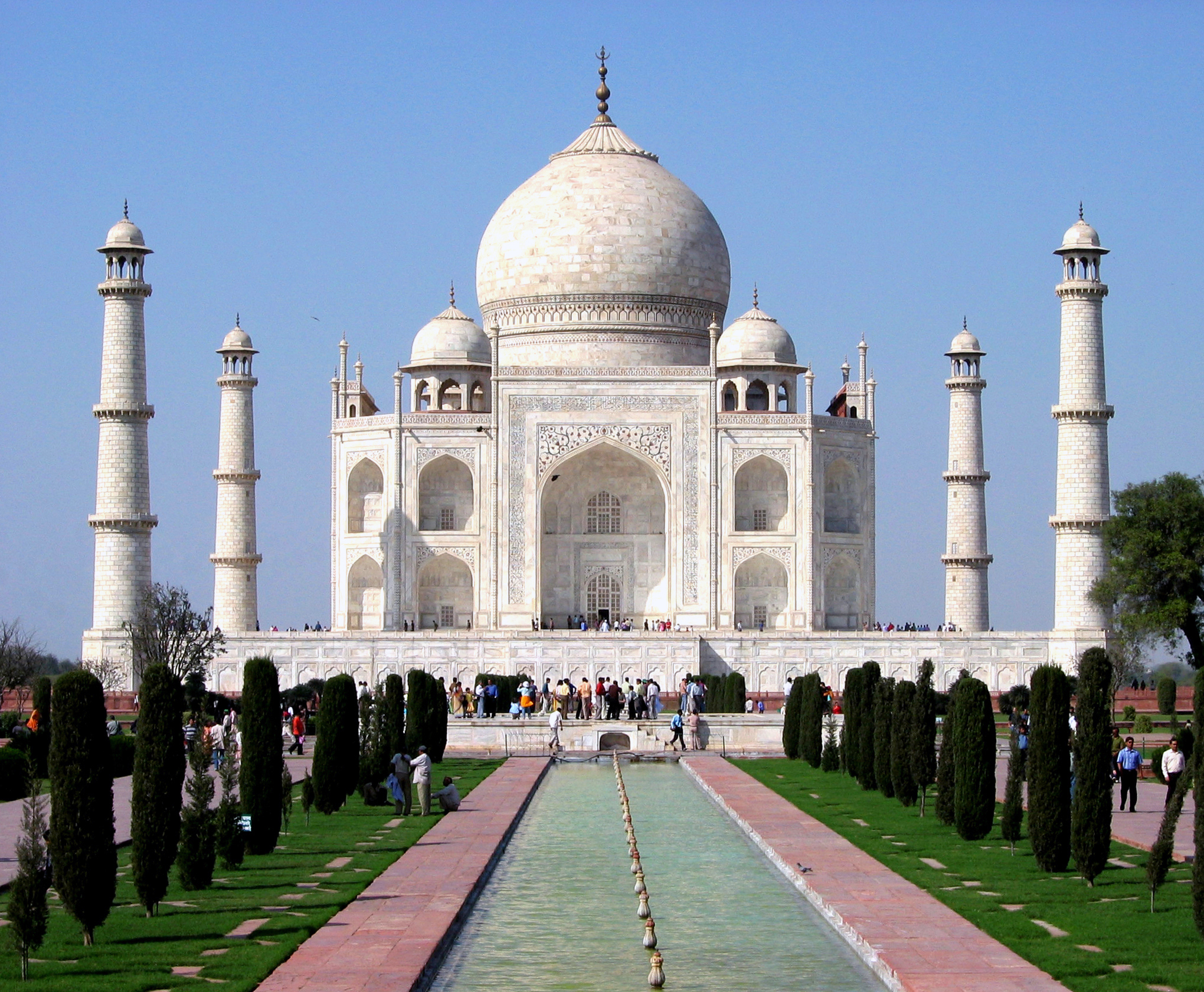
ضريح تاج محل

تصنف المباني أيضا حسب استهلاكها للطاقة، مثل مباني منخفضة الاستهلاك، مباني سلبية استهلاك الطاقة، ومباني منتجة للطاقة. المباني المنخفضة استهلاك الطاقة تكون مزودة من الخارج بطبقة سميكة عازلة للحرارة بحيث تنخفض تكلفة تدفئتها شتاءا. والمباني متعادلة استهلاك الطاقة تكون مزودة بألواح ضوئية تغنيها عن شراء وقود أو كهرباء للتدفئة؛ وأما النوع الثالث المنتج للطاقة فهي مباني مزودة بألواح شمسية تنتج الكهرباء المستخدمة فيها وتزيد عليها بحيث يمكن لتلك المباني بيع فائضها من التيار الكهربائي وتضخه في الشبكة العمومية.

## السجل الوطني للتراث
البنايات الجديرة بالتأهل للسجل الوطني للتراث في العراق هي تلك التي تتضمن كل عناصرها الإنشائية الأساسيّة. أجزاء البنايات، مثل التصاميم الداخلية، الواجهات، أو الأجنحة الإضافية، والتي لو كانت مستقلةّ عن باقي البناية الأصلية لن تكون جديرة بالتأهل للسجل. ينبغي اعتبار المبنى كاملا، وتعريف معالم تميزه الهامة.